# Houdini (chanson d'Eminem)
Pour les articles homonymes, voir Houdini.
Singles de Eminem
From the D 2 the LBC
(2022) Tobey
(2024)
Houdini est une chanson du rappeur Eminem et sortie en 2024. C'est le 1er single extrait de l'album studio The Death of Slim Shady (Coup de Grâce).

## Historique
En avril 2024, Eminem annonce la sortie de son douzième album studio, The Death of Slim Shady (Coup de Grâce), pour l'été 2024. Trois semaines plus tard, il partage une capture d'écran d'un iMessage disant « …and for my last trick! » (« et pour mon dernier tour ») envoyé à tous ses contacts. La date du message, le 31 mai, fait allusion à une sortie prochaine. Le 28 mai 2024, il poste une vidéo avec le magicien David Blaine. Elle montre un appel vidéo entre Eminem et Blaine, le premier demandant de l'aide et un tour de magie auquel le second répond en mangeant un verre de vin. Eminem précise alors que pour son « dernier tour », il allait faire « disparaître » sa carrière. Le rappeur dévoile ensuite le morceau en jouant un court extrait instrumental. À la fin de la vidéo, le titre de la chanson et la date de sortie sont dévoilés.
Houdini est dévoilé le 31 mai 2024.

## Composition et sample
La chanson évoque notamment la cancel culture et la société d'aujourd'hui, comparés aux années 2000. Eminem explique notamment que son alter-ego d'avant — Slim Shady — dirait que « tout est gay » avant de préciser ironiquement « like happy » (« gai » en français). Comme souvent, le rappeur provoque et cite d'autres artistes comme Megan Thee Stallion et RuPaul,. Bien évidement, le titre fait référence à la magie et à Harry Houdini. Le rappeur évoque également Sherri Papini et son faux enlèvement ainsi que les démêlés judiciaires de R. Kelly. Eminem fait également référence à sa propre chanson Criminal, présente sur l'album The Marshall Mathers LP (2000), critiquée pour inclure des paroles jugées homophobes.
Houdini utilise un sample de la chanson Abracadabra du groupe Steve Miller Band sortie en 1982. Le lendemain de la sortie du titre, Steve Miller s'adresse à Eminem sur son Instagram et le félicite d'être « l'un de ces créateurs intemporels qui construisent quelque chose de nouveau sur un long héritage musical d'artistes originaux. » La chanson contient également des éléments, chantés ou musicaux, d'anciens morceaux du rappeur comme Without Me, My Name Is et Just Lose It.

## Clip
Le clip, réalisé par Rich Lee, est dévoilée en même temps que le single, le 31 mai 2024. Dans cette vidéo , Eminem, déguisé en Rap Boy comme le clip de Without Me, part une ville semblable à Gotham City, en voiture avec Dr. Dre. Il combat Slim Shady, qui a voyagé dans le temps depuis l'année 2002 à travers un portail. Le clip contient des apparitions des rappeurs 50 Cent, Snoop Dogg, Royce da 5'9", ainsi que de Westside Boogie (en), Grip et Ez Mil (en), des comédiens-humoristes Shane Gillis (en) et Pete Davidson. On retrouve également les acteurs de films pornographiques Samantha Mack et Ryan Keely, le producteur The Alchemist, le manager d'Eminem Paul Rosenberg, Jimmy Iovine ainsi que les propres enfants d'Eminem.

## Accueil
Lors de sa sortie sur les plateformes de streaming musical, Houdini obtient de très bons résultats. Eminem se classe notamment dans le top single mondial sur Apple Music et Spotify, ainsi qu'à la premières places des tendances vidéo de YouTube. Houdini enregistre 30 millions de streams en seulement 5 jours — toutes plateformes confondues — alors que son clip est visionné près de 40 millions de fois en 5 jours.

## Classements hebdomadaires
| Classement (2024)                       | Meilleure place |
| --------------------------------------- | --------------- |
| Allemagne (GfK Entertainment)           | 3               |
| Australie (ARIA)                        | 1               |
| Autriche (Ö3 Austria Top 40)            | 1               |
| Belgique (Flandre Ultratop 50 Singles)  | 7               |
| Belgique (Wallonie Ultratop 50 Singles) | 9               |
| Canada (Canadian Hot 100)               | 1               |
| Danemark (Tracklisten)                  | 5               |
| Espagne (PROMUSICAE)                    | 73              |
| États-Unis (Billboard Hot 100)          | 2               |
| États-Unis (Hot R&B/Hip-Hop Songs)      | 1               |
| Finlande (Suomen virallinen lista)      | 4               |
| France (SNEP)                           | 37              |
| Irlande (Irish Singles Chart)           | 2               |
| Italie (FIMI)                           | 43              |
| (Billboard Global 200)                  | 1               |
| Norvège (VG-lista)                      | 1               |
| Nouvelle-Zélande (RMNZ)                 | 1               |
| Pays-Bas (Single Top 100)               | 8               |
| Portugal (AFP)                          | 3               |
| Royaume-Uni (UK Singles Chart)          | 1               |
| Royaume-Uni (UK R&B Chart)              | 1               |
| Suède (Sverigetopplistan)               | 3               |
| Suisse (Schweizer Hitparade)            | 1               |